# ジェームズ・ハーバート・ヴィーチ

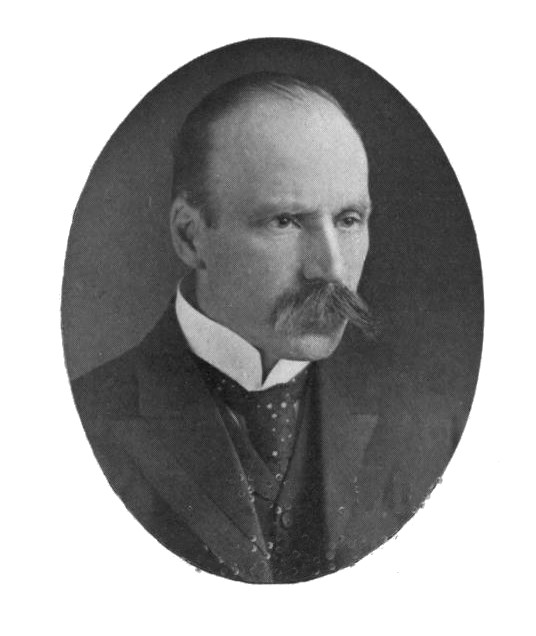
ジェームズ・ハーバート・ヴィーチ

ジェームズ・ハーバート・ヴィーチ（James Herbert Veitch F.L.S., F.R.H.S.、1868年5月1日 – 1907年11月13日）は、イギリスの園芸家。有名な園芸商、ヴィーチ商会を経営したヴィーチ家の一族である。

## 略歴
ロンドンのチェルシーで生まれた。父親はプラント・ハンターとしても知られるジョン・グールド・ヴィーチで、ヴィーチ商会の創立者、ジョン・ヴィーチからは4代目の人物となる。父親はジェームズ・ハーバート・ヴィーチが生まれた直後に肺炎で死亡したので、チェルシーの栽培園は伯父のハリー・ヴィーチが経営した。メイドンヘッドのクロフォード・カレッジで学んだ後、ドイツ、フランスで技術を学び、1885年からチェルシーのヴィーチ商会の栽培園で働き始めた。1889年にロンドン・リンネ協会のフェローに選ばれ、王立園芸協会のフェローにも選ばれた。
ヴィーチ商会の栽培する植物の種類を増やす方策を探るために1891年から、各国の公立の植物園、個人の園芸施設などの視察旅行を行った。ローマ、ナポリ、セイロン、トゥティコリン、ラホール、カルカッタを経て、東南アジアのペナン島へ渡った。ペナンでは、ヴィーチ商会のプラント・ハンターといて働いた後、ペナンの植物園で学芸員となった、チャールズ・カーティスを訪ねた。シンガポール植物園を視察後、ジョホールを訪れ、シンガポール島の丘陵、ブキッ・ティマを訪れた。ジャワ島のバウテンゾルグを訪れ、バウテンゾルグの植物園を視察した。
その後日本を訪れ、アメリカのアーノルド樹木園のチャールズ・スプレイグ・サージェントと八甲田山で植物採集を行った。李氏朝鮮を経て、1893年にオーストラリアに到着した。オーストラリアでの採集の成果は不満の残るものであったが、西オーストラリアの250種の標本をキューガーデン（王立植物園）に送った。その後ニュージーランドの北島を訪れ1893年7月にイギリスに戻った。
この旅の成果はホオズキ（Physalis alkekengi var. franchetii）やクロフネツツジ（Rhododendron schlippenbachii）ヤマブドウ（Vitis coignetiae）などの導入となった。旅行中の1892年3月から1894年12月の間、ガーデナーズ・クロニコル誌に訪問した庭園に関する記事を連載し、1896年に"A Traveller’s Notes"として出版された。
1898年にジェームズ・ヴィーチ商会（James Veitch & Sons）の経営を行い、アーネスト・ヘンリー・ウィルソンを清国やチベットに植物採集に派遣するが、経営はうまく行かず事業は縮小した。1907年にジェームズ・ハーバート・ヴィーチが39歳で没すると、事業は弟ジョンが引き継ぐが、ジョンにも経営能力がなく、伯父のハリーが経営に復帰した。ジョンの没後、事業は閉鎖された。